# Abdullah
Abdullah ibn Muhammad (611 – 613), známý také jako Tahir ibn Muhammad nebo Tayib ibn Muhammad, byl jedním ze synů proroka Mohameda a jeho ženy Chadídži. Kasim byl jeho starším bratrem.
Mohamed mu dal jméno po svém otci. Abdullah však zemřel ve věku 2 let v roce 613.